# Diego Ohlsson
Diego Nils Ohlsson López (Santiago de Chile, Región Metropolitana, 12 de marzo de 1999) es un futbolista chileno, que se desempeña como defensa central. 
Actualmente se encuentra libre tras terminar contrato con Deportes La Serena, estuvo temporalmente retirado para continuar sus estudios en la Universidad Católica de Chile.

## Trayectoria

### Colo Colo (2016-2019)
Su debut como profesional se produjo el 4 de diciembre de 2016 por la decimocuarta fecha del Apertura 2016 ingresando en el entretiempo por Esteban Pavez en la victoria por 4-2 sobre Everton.
Su primer partido como titular fue cuatro días más tarde, en la última fecha del Apertura 2016 ante Palestino en el Estadio Alcaldesa Ester Roa jugando como stopper por derecha durante todo el partido, los albos vencieron por 2-1 al cuadro árabe.
En el Apertura 2016 jugó 2 partidos y sumó 135 minutos en cancha.

### Deportes La Serena (2019)
Tras finalizar su vínculo con Colo-Colo, fichó en Deportes La Serena. Sin embargo, a fin de temporada renuncia para dedicarse a sus estudios. 

## Clubes
| Club               | País  | Año       |
| ------------------ | ----- | --------- |
| Colo-Colo          | Chile | 2016-2019 |
| Deportes La Serena | Chile | 2019      |

## Palmarés

### Campeonatos nacionales
| Título             | Club      | País  | Año    |
| ------------------ | --------- | ----- | ------ |
| Supercopa de Chile | Colo-Colo | Chile | 2017   |
| Primera División   | Colo-Colo | Chile | 2017-T |